# Miljöpartiet i Örkelljunga
Miljöpartiet i Örkelljunga var ett lokalt politiskt parti som var registrerat för val till kommunfullmäktige i Örkelljunga kommun. Partiet var representerat i Örkelljunga kommunfullmäktige mellan 1976 och 1982 och sedan åter mellan 1985 och 2002.